# Elogio di Gaspard Monge fatto da lui stesso
Elogio di Gaspard Monge fatto da lui stesso è un film per la televisione del 1977 diretto da Ansano Giannarelli.
Realizzato a cura di Ansano Giannarelli e Lucio Lombardo Radice, fa parte della serie Uomini della scienza e si avvale della consulenza scientifica di Giorgio Israel e Piero Negrini.
Le scene relative alla rivoluzione francese sono tratte dal film La Marsigliese (La Marseillaise)  del 1938, diretto da Jean Renoir.

## Trama
Film biografico sulla vita e l'opera di Gaspard Monge, famoso matematico francese, fondatore della geometria descrittiva.
Realizzò la prima pianta topografica della sua città natale Beaune e, entrato nella scuola militare di Mézières, sviluppò un nuovo metodo di doppia proiezione ortogonale per delineare nella sua forma tridimensionale un qualsiasi oggetto o edificio.
Durante gli anni della rivoluzione francese e dell'impero napoleonico ricoprì un ruolo importante, mettendo a disposizione il suo grande talento scientifico per la fabbricazione di nuove armi più moderne ed efficienti.
Nel 1792 fu nominato Ministro della Marina e nel 1794 partecipò alla creazione dell'École normale supérieure e dell'École polytechnique, dove fu professore di geometria descrittiva.
I suoi ultimi anni furono rattristati dall'espusione dall'Académie des Sciences avvenuta nel 1816.